# Antoni Marí Tur
Antoni Botja Marí Tur (Sant Josep de sa Talaia, 1946) és un aparellador i polític balear.
Fou batlle de Sant Antoni de Portmany durant quatre mandats, des de 1987 fins al juny de 2003. La Fiscalia Anticorrupció demanà la seva imputació en el Cas Cretu. La Fiscalia també demanà la seva imputació en el Cas Pla Territorial d'Eivissa.
Es presentà de número 10 a la llista del Partit Popular de les Illes Balears al Parlament per Eivissa. Però a les eleccions 2003, el PP d'Eivissa només aconseguí 7 escons.
El 8 de juliol de 2003 entrà al Parlament per la renuncia de la diputada Catalina Palau Costa.
El 23 de febrer de 2006 va ser escollit com a president de la Comissió d'Economía del Parlament de les Illes Balears.
Es presentà de número 9 a la llista del Partit Popular de les Illes Balears al Parlament per Eivissa. Però a les eleccions 2007, el PP d'Eivissa només aconseguí 6 escons.
El desembre de 2009 el GEN GOB demanà que se l'investigàs per presumpte delicte d'enriquiment il·licit.